# J-Bo
J-Bo, właściwie Jeffrey Ray Grigsby (ur. 4 października 1977 w Decatur w stanie Georgia) – amerykański raper i członek hip hopowej grupy YoungBloodZ.
Swój debiutancki album pt. ATL’s Finest wydał 15 kwietnia 2008 roku w wytwórni Real Talk Entertainment.

## Dyskografia
- 2008: ATL’s Finest
- 2010: Herringbone Jones[1]